# ホセ・シフエンテス
ホセ・アドニ・シフエンテス・チャルコパ（José Adoni Cifuentes Charcopa, 1999年3月12日 - ）は、エクアドル・エスメラルダス出身のプロサッカー選手。カンピオナート・ブラジレイロ・セリエA・クルゼイロ所属。エクアドル代表。ポジションはMF。

## 経歴

### クラブ
2016年にプリメーラ・カテゴリア・セリエBのウニベルシダ・カトリカのトップチームに昇格し、プロデビュー。2017年シーズン途中にアメリカ・デ・キトに移籍。2019年シーズンはトップリーグサッカー17試合に出場した。
2020年1月13日、ロサンゼルスFCと契約したことが発表された。
2023年8月、レンジャーズに4年契約で移籍した。

### 代表
2019年にポーランドで開催された2019 FIFA U-20ワールドカップに、U-20のエクアドル代表として出場。3位入賞を果たした。更に同年9月にはフル代表初招集。6日のペルー戦でフル代表初出場を果たした。
2022年にカタールで開催されたワールドカップでは代表メンバーに選出された。2試合に途中出場したが、チームはグループリーグ敗退となった。

## 代表歴

### 出場大会
- エクアドル代表
  - 2022 FIFAワールドカップ

### 試合数
- 国際Aマッチ 19試合 0得点（2019年-）[4]

| エクアドル代表 | 国際Aマッチ | 国際Aマッチ |
| 年             | 出場        | 得点        |
| -------------- | ----------- | ----------- |
| 2019           | 3           | 0           |
| 2020           | 0           | 0           |
| 2021           | 3           | 0           |
| 2022           | 7           | 0           |
| 2023           | 6           | 0           |
| 2024           |             |             |
| 通算           | 19          | 0           |

## タイトル
ロサンゼルスFC
- MLSカップ: 2022
- サポーターズ・シールド: 2022

レンジャーズ
- スコティッシュリーグカップ: 2023